# Anton Bauer
Pour les articles homonymes, voir Bauer.
Anton Bauer (né le 16 août 1772 à Marburg, mort le 1er juin 1843 à Göttingen) est un juriste allemand spécialiste du droit pénal.

## Biographie
Après des études à l'université de Marbourg il devient Privat-docent en 1793, puis professeur en 1797 et assesseur au conseil des Sentences. Transféré au même poste en 1812 à l'université de Göttingen en 1812, il travaille particulièrement dans le domaine législatif. Il est recteur de l'université une fois à Marbourg et trois fois à Göttingen.
Avec ses Principes de procès pénal, il publie en 1805 le premier manuel indépendant sur la procédure pénale ; il en fait paraitre plus de 30 ans plus tard une édition revue et corrigée.
Il étudie par la suite la philosophie du droit pénal dans son Manuel du droit naturel (Lehrbuch des Naturrechts), et plus en détail par la suite dans les Lignes de base du droit pénal philosophique (Grundlinien des philosophischen Kriminalrechts). Après avoir suivi au début la Théorie de la dissuasion de Feuerbach il développa ensuite sa propre théorie pénale, la Théorie de l'avertissement ; il la proposa dans son Manuel de droit pénal de 1827 et l'approfondit trois ans plus tard dans son traité La théorie de l'avertissement.

## Ouvrages
- Grundsätze des Kriminalprozesses, Marbourg 1805
- Lehrbuch des Naturrechts, Marbourg 1808 (3. Ausgabe Göttingen 1825)
- Lehrbuch des Napoleonischen Zivilrechts, Marbourg 1809, 2. Aufl. 1812
- Beiträge zur Charakteristik und Kritik des Code Napoléon, Marbourg 1810
- Grundlinien des philosophischen Kriminalrechts, Göttingen 1825
- Lehrbuch des Strafrechts, Göttingen 1827, 2. Ausgabe 1833
- Die Warnungstheorie, nebst einer Darstellung und Beurteilung aller Strafrechtstheorien, Göttingen 1830
- Strafrechtsfälle, 4 Bände, Göttingen 1835–1839
- Anleitung zur Kriminalpraxis, Göttingen 1837
- Beiträge zum deutschen Privatfürstenrechte, Göttingen 1839
- Lehrbuch des Strafprozesses, umgearbeitete Fassung der Grundsätze, Göttingen 1835 (2e édition chez Morstadt, Göttingen 1848)
- Abhandlangen aus dem Strafrecht und dem Strafprozeß, 3 volumes, Göttingen 1840–1843
- quelques écrits sur les projets de code pénal et la procédure pénale à la rédaction desquels il a été associé

rédacteur en chef
G. L. Böhmer: Principia juris feudalis, 8e édition avec des notes de Bauer, Göttingen 1819